# 낭만풍폭
《낭만풍폭》(浪漫風暴: Somebody Up There Likes Me)은 홍콩에서 제작된 양백견 감독의 1996년 영화이다. 곽부성 등이 주연으로 출연하였고 오우삼 등이 제작에 참여하였다.

## 출연

### 주연
- 곽부성
- 이약동

## 기타
- 미술: 구위명
- 의상: 해중문
- 출품인: 왕응상

## 한국어 더빙 성우진(MBC)
- 홍성헌 - 켄 (곽부성)
- 송도영 - 글로리아 (이약동)
- 박지훈 - 홍충
- 손원일
- 안지환
- 김영선
- 엄현정
- 윤성혜
- 이철용
- 김민성
- 김용준
- 송준석
- 이상범
- 한수림